# Steffon Bradford
Steffon Bradford (ur. 7 grudnia 1977 w Clewiston) – amerykański koszykarz, występujący na pozycjach silnego skrzydłowego lub środkowego.
Ukończył college Nebraska University. W sezonie 2005/2006 reprezentował AZS Koszalin. Był obok Chudneya Graya liderem drużyny. Notował wtedy średnio 18,3 punktu oraz 7,7 zbiórki na mecz. W sezonie 2008/2009 powrócił do koszalińskiej drużyny. Jednak niezadowolony po 4 meczach odszedł (średnio 17,5 punktu oraz 5,7 zbiórki na mecz). Od marca 2010 roku reprezentuje barwy izraelskiego Hapoel Afula.
31 października 2017 został zawodnikiem Vendee Challans Basket.

## Osiągnięcia
Stan na 9 stycznia 2019, na podstawie, o ile nie zaznaczono inaczej.
NJCAA
- Zaliczony do składu JUCO All-America

NCAA
- Zaliczony do składu All-Big 12 honorable mention (2000, 2001)

Drużynowe
- Mistrz:
  - II ligi izraelskiej (2011)
  - III ligi francuskiej (NM1 – 2015, 2016)

Indywidualne
(* – nagrody przyznane przez portal eurobasket.com)
- MVP:
  - pucharu Mitchell Cup (2019)[5]
  - finałów III ligi francuskiej (2016)
- Zaliczony do*:
  - I składu:
    - francuskiej ligi NM1 (III liga – 2016)[1]
    - najlepszych obcokrajowców NM1 (2015)

  - składu honorable mention NM1 (2015, 2017)[1]
- Uczestnik meczu gwiazd ligi:
  - portugalskiej (2005)
  - polskiej (2006 – zdobył największą liczbę punktów spośród wszystkich zawodników meczu: 18 pkt i 9 zbiórek)